# نصب ديميتري روستوف
نصب ديميتري روستوف التذكاري (بالروسية: Памятник Димитрию Ростовскому) هو نصب تذكاري تم تشييده عام 1999، يقع في ميدان الكاتدرائية في مدينة روستوف على الدون، روسيا.

## تاريخ
تم تثبيت نصب تذكاري لأسقف الكنيسة الروسية الأرثوذكسية ومطران روستوف وأبرشية ياروسلافل ديمتري روستوف أمام كاتدرائية ميلاد السيدة العذراء مريم، التي تنتمي إلى أبرشية روستوف ونوفوركاسك. تم افتتاح الافتتاح الكبير في 15 ديسمبر 1999 وكان توقيته للاحتفال بالذكرى السنوية 250 لتأسيس المدينة. اختلفت تقييمات سكان المدينة والنحاتين المحترفين في النصب، فقد تم انتقاده بسبب انخفاض المستوى الفني، وبسبب المكان غير المناسب الذي شُيّد فيه.
صاحب الفكرة الأصلية للنصب التذكاري هو النحات أناتولي سكنارين (Anatoly Sknarin)، الذي قام أيضًا بالعديد من المشاريع.